# Diócesis de Mysore
La diócesis de Mysore (en latín: Dioecesis Mysuriensis y en inglés: Roman Catholic Diocese of Mysore) es una circunscripción eclesiástica de la Iglesia católica en India. Se trata de una diócesis latina, sufragánea de la arquidiócesis de Bangalore. Desde el 25 de enero de 2017 su obispo es Kannikadass William Antony y su administrador apostólico sede plena es Bernard Blasius Moras.

## Territorio y organización
La diócesis tiene 21 051 km² y extiende su jurisdicción sobre los fieles católicos de rito latino residentes en 4 distritos del estado de Karnataka: Mysore, Mandya, Chamarajanagar y Kodagu.
La sede de la diócesis se encuentra en la ciudad de Mysore, en donde se halla la Catedral de Santa Filomena. En Dornahalli se halla la basílica menor de San Antonio.
En 2021 en la diócesis existían 80 parroquias.

## Historia
El 16 de marzo de 1845, a petición del vicario apostólico Clément Bonnand, el vicariato apostólico de la costa de Coromandel (hoy arquidiócesis de Pondicherry y Cuddalore) se dividió en tres misiones, cada una de las cuales estaba dirigida por un vicario con dignidad episcopal. La misión de Mysore fue confiada a Étienne-Louis Charbonnaux, quien fue consagrado obispo el 29 de junio siguiente; ostentaba el título de obispo coadjutor de Clément Bonnand, de quien aún dependía formalmente la misión, y administrador de la misión de Mysore.
El 3 de abril de 1850, en virtud del breve Pastorale ministerium del papa Pío IX, la misión de Mysore se independizó oficialmente y se elevó al rango de vicariato apostólico.
El 1 de septiembre de 1886 el vicariato apostólico fue elevado al rango de diócesis con la bula Humanae salutis del papa León XIII. El 7 de junio de 1887, con el breve Post initam, la diócesis pasó a formar parte de la provincia eclesiástica de la arquidiócesis de Pondicherry; la sede episcopal era la ciudad de Bangalore, donde la iglesia de San Patricio servía de catedral.
Posteriormente, cedió porciones de su territorio para la erección de nuevos distritos eclesiásticos: 
- la diócesis de Calicut el 12 de junio de 1923 mediante el breve Cum auctus del papa Pío XI;[7]
- la diócesis de Salem el 26 de mayo de 1930 mediante la bula Ad maius religionis del papa Pío XI;[8]
- la diócesis de Bangalore (hoy arquidiócesis) el 13 de febrero de 1940 mediante la bula Felicius increscente del papa Pío XII.[9]

Con motivo de la erección de la diócesis de Bangalore se amplió la diócesis de Mangalore con una parte del territorio que pertenecía a la diócesis de Coimbatore y se trasladó el obispado a Mysore, donde se erigió la iglesia catedral dedicada a San José y Santa Filomena.
El 19 de septiembre de 1953 se convirtió en sufragánea de la arquidiócesis de Bangalore, que al mismo tiempo fue elevada al rango de arquidiócesis metropolitana mediante la bula Mutant res.
El 29 de abril de 1955 cedió la jurisdicción sobre los fieles del rito siríaco oriental que residían en su territorio a la eparquía de Tellicherry (hoy archieparquía de Tellicherry) mediante el decreto Pro fidelibus.
El 3 de julio de 1955 cedió una porción de su territorio para la erección de la diócesis de Ootacamund mediante la bula Nuntiatur in psalmis del papa Pío XII.
El 16 de noviembre de 1963 cedió otra porción de su territorio para la erección de la diócesis de Chikmagalur mediante la bula Indicae regionis condicio del papa Pablo VI.

## Estadísticas
Según el Anuario Pontificio 2022 la diócesis tenía a fines de 2021 un total de 116 212 fieles bautizados.
| Año                                                                             | Población            | Población  | Población      | Sacerdotes | Sacerdotes    | Sacerdotes    | Bautizados por sacerdote | Diáconos permanentes | Religiosos | Religiosos | Parroquias |
| Año                                                                             | Bautizados católicos | Total      | % de católicos | Total      | Clero secular | Clero regular | Bautizados por sacerdote | Diáconos permanentes | Varones    | Mujeres    | Parroquias |
| ------------------------------------------------------------------------------- | -------------------- | ---------- | -------------- | ---------- | ------------- | ------------- | ------------------------ | -------------------- | ---------- | ---------- | ---------- |
| 1950                                                                            | 65 775               | 3 600 800  | 1.8            | 81         | 81            |               | 812                      |                      | 23         | 253        | 42         |
| 1970                                                                            | 37 350               | 3 032 145  | 1.2            | 59         | 38            | 21            | 633                      |                      | 26         | 278        |            |
| 1980                                                                            | 54 071               | 4 641 625  | 1.2            | 66         | 54            | 12            | 819                      |                      | 20         | 387        | 38         |
| 1990                                                                            | 66 500               | 4 795 000  | 1.4            | 105        | 65            | 40            | 633                      |                      | 156        | 520        | 44         |
| 1999                                                                            | 88 400               | 7 740 600  | 1.1            | 129        | 84            | 45            | 685                      |                      | 125        | 691        | 61         |
| 2000                                                                            | 90 100               | 7 942 700  | 1.1            | 128        | 82            | 46            | 703                      |                      | 128        | 694        | 61         |
| 2001                                                                            | 93 379               | 7 964 529  | 1.2            | 133        | 85            | 48            | 702                      |                      | 126        | 685        | 63         |
| 2002                                                                            | 95 260               | 8 077 085  | 1.2            | 88         | 88            |               | 1082                     |                      | 104        | 720        | 65         |
| 2003                                                                            | 88 000               | 9 833 900  | 0.9            | 154        | 83            | 71            | 571                      |                      | 161        | 839        | 67         |
| 2004                                                                            | 94 500               | 9 840 500  | 1.0            | 161        | 86            | 75            | 586                      |                      | 249        | 863        | 67         |
| 2013                                                                            | 104 920              | 9 928 351  | 1.1            | 211        | 113           | 98            | 497                      |                      | 360        | 915        | 78         |
| 2016                                                                            | 107 998              | 10 575 780 | 1.0            | 173        | 124           | 49            | 624                      |                      | 338        | 920        | 79         |
| 2019                                                                            | 112 500              | 11 968 550 | 0.9            | 197        | 128           | 69            | 571                      |                      | 326        | 819        | 80         |
| 2021                                                                            | 116 212              | 12 220 500 | 1.0            | 218        | 124           | 94            | 533                      | 1                    | 214        | 837        | 80         |
| Fuente: Catholic-Hierarchy, que a su vez toma los datos del Anuario Pontificio. |                      |            |                |            |               |               |                          |                      |            |            |            |

## Episcopologio
- Étienne-Louis Charbonnaux, M.E.P. † (16 de marzo de 1845-3 de abril de 1850 nombrado vicario apostólico) (provicario y administrador)

- Étienne-Louis Charbonnaux, M.E.P. † (3 de abril de 1850-23 de junio de 1873 falleció)
- Joseph-Auguste Chevalier, M.E.P. † (11 de noviembre de 1873-25 de marzo de 1880 falleció)
- Jean-Yves-Marie Coadou, M.E.P. † (20 de agosto de 1880-14 de septiembre de 1890 falleció)
- Eugène-Louis Kleiner, M.E.P. † (14 de septiembre de 1890 por sucesión-2 de junio de 1910 renunció[nota 2])
- Augustin-François Baslé, M.E.P. † (2 de junio de 1910 por sucesión-13 de septiembre de 1915 falleció)
- Hippolyte Teissier, M.E.P. † (4 de septiembre de 1916-26 de febrero de 1922 falleció)
- Maurice-Bernard-Benoit-Joseph Despatures, M.E.P. † (21 de junio de 1922-13 de febrero de 1940 nombrado obispo de Bangalore)
- René-Jean-Baptiste-Germain Feuga, M.E.P. † (3 de abril de 1941-20 de noviembre de 1962 renunció[nota 3])
- Sebastião Francisco Mathias Fernandes † (16 de noviembre de 1963-9 de mayo de 1985 falleció)
- Francis Michaelappa † (22 de diciembre de 1986-17 de marzo de 1993 falleció)
- Joseph Roy † (19 de diciembre de 1994-12 de febrero de 2003 retirado)
- Thomas Vazhapilly (12 de febrero de 2003-25 de enero de 2017 retirado)
- Kannikadass William Antony, desde el 25 de enero de 2017
  - Bernard Blasius Moras, desde el 7 de enero de 2023 (administrador apostólico sede plena)